# イラクのナショナリズム

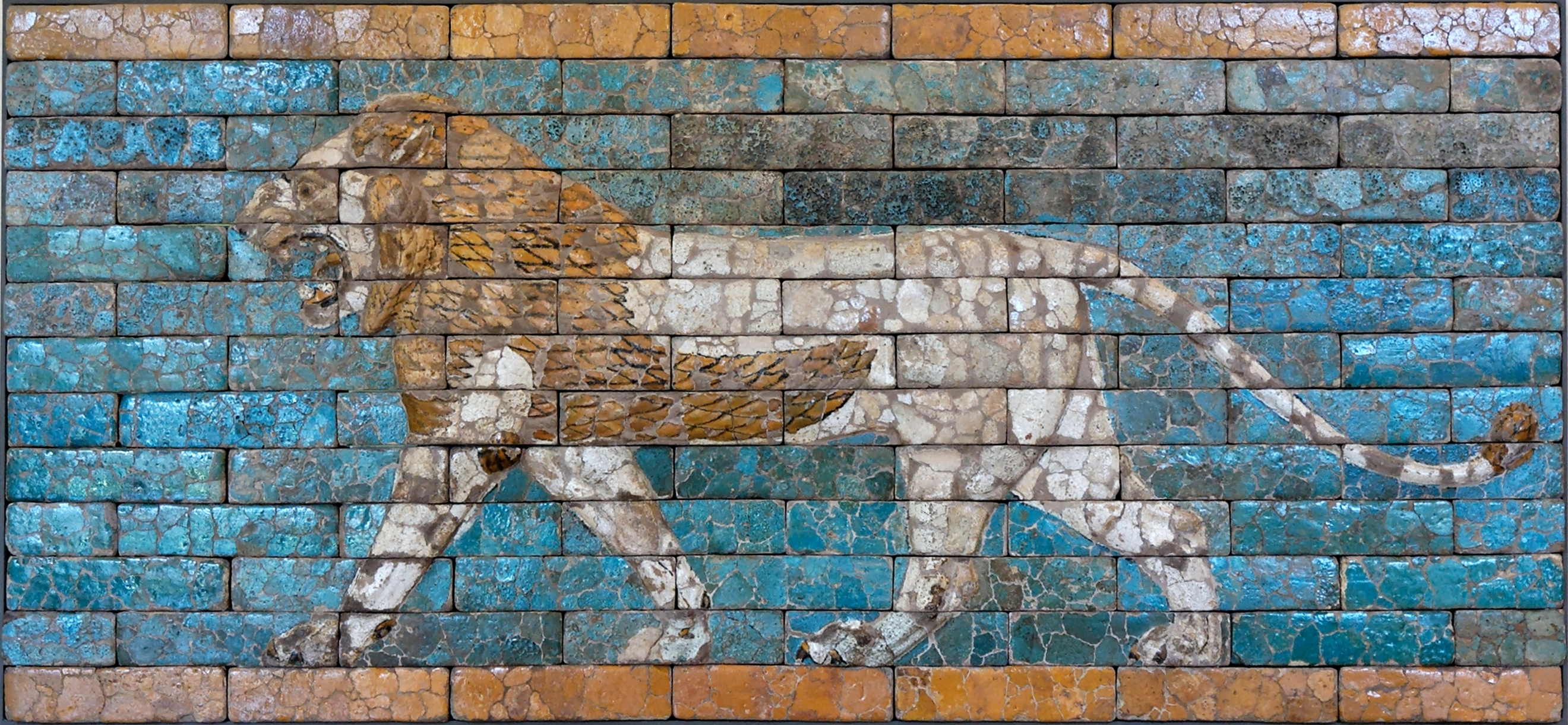
イシュタル門に描かれているバビロンの獅子。イラク文化の象徴的な存在であり、戦車の名称にも使用されている。

イラクのナショナリズムは、イラク人のアイデンティティに根ざしたナショナリズムのことである。イラクのナショナリズムは古くはバビロニア文明やアッシリア文明を含むメソポタミアに由来する。歴史上、イラクのナショナリズムはオスマン帝国やイギリス帝国による支配に影響を受けており、独立を達成して建国されたイラク王国やその後のバアス党による統治につながっている。アメリカの社会学者イマニュエル・ウォーラーステインは、イラク戦争中にアメリカ軍による占領下に置かれた際にレジスタンス活動が行われた主要な要因としてイラクのナショナリズムを挙げている。
イラクのナショナリズムには2つの方向性がある。一つは、イラクという国家において、アラブ人とクルド人をメソポタミアの文化遺産と結びつける人種とし対等であるとみなす見解である。この見解はアラブ人とクルド人の融合を図ったアブドルカリーム・カーシムによって促進された。2つ目は、国家としてのイラクのナショナリズムと、アラブ国家としてのアラブ・ナショナリズムの融合である。サッダーム・フセインはイラクのアラブ人である古代メソポタミア人の起源と遺産への評価はアラブのナショナリズムを補完するものであると考えていた。バアス党の政治体制は歴史的なクルド人ムスリムのリーダーであり、十字軍との戦いにおいてエルサレム奪還を成功させたサラーフッディーンをイラクの愛国の象徴として取り込んだ。

## イラクのナショナリスト

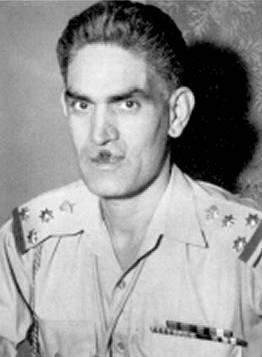
アブドルカリーム・カーシム

イラクのナショナリズムは古代シュメールやバビロニア、アッシリアといった、文明のゆりかごであるメソポタミアを基調として語られることが多い。
特に、バビロニアを統治していたネブカドネザル2世とクルド人ムスリムの指導者であったサラーフッディーン（サラディン）はイラクのナショナリズムの象徴的な存在となっている。
汎アラブ主義が台頭してきた1920年代にイラクにおけるナショナリズムの原型が出来上がった。1930年代までにイラクの知識人層においてイラクの国家や領土に関するアイデンティティが形成され、第二次世界大戦を通して発展した。イラクのナショナリズムとアラブ国家としてのナショナリズムには多少乖離が存在していたが、これらは互いに影響し合い、同化してきた。イラクのナショナリズムはアル・ハティフのような政党新聞において、国内の文化によってイラクのナショナリズムを高め、アラブ文化を報道することによってアラブのナショナリズムを示すなど、アラブのナショナリズムと相互補完する形で主張されてきた。
ハーシム家による王政が行われていた時代には、アラブの枠組みからはみだす形でのイラクのアイデンティティが語られることも一般的であり、イラクの土地や部族、イラク独自の詩や文学を強調した作品の出版や教育が行われていた。1930年代はじめに、イラクの歴史家はイギリスからの独立をイラクの歴史において現在のイラクの原型となるアイデンティティを備える国家が初めて形成された瞬間とし、"大イラク革命"と呼んでいる。
初期のイラクのナショナリズムについてはっきりと表明した知識人にはアブド・アル＝ラッザーク・ハサニやアッバース・アッザウィがいる。ハサニはイギリス委任統治領メソポタミアについて、1930年代に出版された自著イラク統治の歴史（1950年代に第2版発行）の中で厳しく批判した上で、イラク王国初代国王ファイサル1世を支持し、イラクのナショナリズムについて強い支持を表明している。ファイサル1世による書簡を含むこの作品において、ファイサル1世はその書簡の中で宗教や部族による対立なしにイラクのナショナリズムを形成する難しさを述べている。ファイサル1世は教養人のスンナ派と非教養人のシーア派、中央政府による統治に反対するクルド人によってイラクが構成されていると述べている。アッザウィは2つの支配の中のイラク（オスマン帝国とイギリス帝国による支配）を記し、イラク政府より賞賛された。ハサニとアッザウィの作品は1935年から1965年まで非常に人気があり、第2版、第3版が発行されたこれらの作品は以後のナショナリズム形成に影響を与えた。
アブドルカリーム・カーシムはイラクにおけるアラブ人とクルド人を対等とみなす形でのナショナリズム形成を促進し、クルド語は単にカーシム政権下において合法的に使用される言語というだけでなく、クルド人の居住地域とイラクのその他の地域どちらにおいてもすべての教育機関においてクルド語の教育が行われるようにし、クルド語用のアラビア文字の使用を促進した。カーシム政権下では、イラクの文化的なアイデンティティに関しては民族的なアイデンティティの観点から見たアラブ人とクルド人の共栄に重点が置かれており、クルド人のナショナリズムをイラクのナショナリズムやイラクの文化に取り込む方針がとられ、"イラクはアラブ国家というだけでなく、アラブ・クルド国家である...（中略）クルド人のナショナリズムに対するアラブ人の認識は我々が国家として連帯していることの証明である。我々は第一にイラク人なのであって、アラブ人、クルド人といった区分はその後に来るものなのだ"と述べている。"イラクにおけるクルド人の権利の保証"政策を含むカーシム政権下のクルド人政策においては、イラン国内に住むクルド人との統一を図る試みがなされ、イラク、シリア、イランに居住するすべてのクルド人を統一するためにイランも協力するとの返答を引き出した 。カーシム政権のクルド人政策はクルド人に非常に人気があり、カーシム支持者のクルド人は彼を"アラブ人とクルド人のリーダー"と呼んだ。
クルド人のリーダーであったムスタファ・バルザニはクルド人がイラク国民になるための援助を行うと表明し、1958年に"長く苦しんできたすべてのクルド人同胞を代表して、今一度私は王政とその後に反動で形成された共和制という名のギャングに終わりを告げ、革命が行われたことに対してカーシムとイラク人、クルド人とアラブ人を祝福する。"と述べている。バルザニはカーシムに対して、クルド人の難民やディアスポラがイラクに帰還する許可を出すよう要請し、イラクへの忠誠を誓った上で、"英明なる指導者よ。同胞クルド人難民の愛する故国への帰還を可能にし、人々を、共和国を、故国を守るこの度の栄光に浴することができることに、私は心からの感謝を表明する"と述べた。
サッダーム・フセインとイラクのバアス党はバビロニア人と古代アッシリア人がアラブ人の祖先であると主張することで、イラクにおける古代バビロニアやアッシリア文明とアラブのナショナリズムを融合させようとした。そして、サッダーム・フセインと彼の支持者はメソポタミア人の文化遺産とアラブのナショナリズムには何も対立することなどないと主張した 。
サッダーム・フセインは、イラクの大統領就任期間中、自身を若き日のネブカドネザル2世と結びつけ、絵画においてはアラブ人とクルド人のかぶりものをした姿で描かせていた。サッダーム・フセインは自身とバアス党を、イラク出身であり、エルサレムにおける十字軍との戦いにおいてムスリムやアラブ人のリーダーであったサラーフッディーンにもなぞらえて表現した。

## 民族統一主義

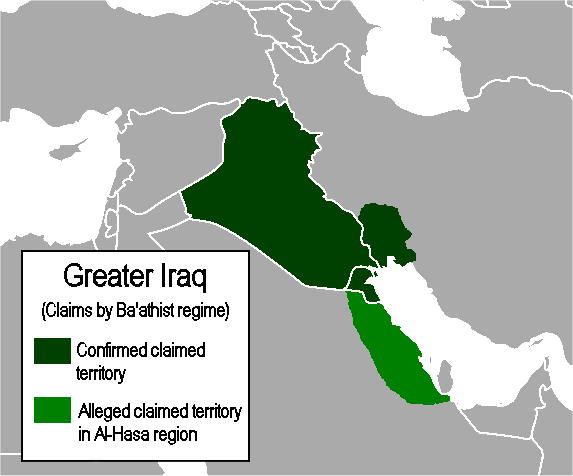
バアス党により宣伝された大イラクの地図。深緑の部分はイギリス統治以前はオスマン帝国のバスラ州だったイランのフーゼスターン州とクウェート、緑の部分はサウジアラビア東部州のアル・ハサに当たる部分。

1932年に独立した後すぐに、イラク政府は「クウェートは第一次世界大戦後イギリスがクウェートを建国するまでイラクの領土であって、イギリスの帝国主義による産物である」と述べ、クウェートはまさしくイラクの領土であると主張した。
カーシム政権はイランのフーゼスターン州に民族統一を行うよう勧告し、クウェートに対しても同様の勧告を行った。
サッダーム・フセインもまたこれらの領土を併合しようとした。イラン・イラク戦争では、イラクはフーゼスターンを併合しようとした。サッダームはイラクを中心に興ったアフヴァーズ解放運動を支援し、フーゼスターン州に住むアラブ人がイラクの行動を支持すると期待していた。また、湾岸戦争では、イラクは多国籍軍がクウェート支援を行うまでクウェートを占領、併合した。
クウェート併合後、イラク軍はサウジアラビア国境に駐留し、外国の情報機関は、サッダームが国境すぐ近くにある油田地域を攻撃するつもりではないかと疑った。サッダーム・フセインはサウジアラビアの東部州の一部であり、オスマン帝国時代はバスラ州としてイラクの一部であり、1913年にイギリスの援助によりサウジアラビアの支配下に入ったアル・ハサを併合するつもりではないかとも疑われていた。サッダームはクウェートとアル・ハサという産油地帯を併合し、イラクはペルシャ湾の広大な油田を支配下に収め、中東における一大支配勢力になるつもりだと信じられていた。サウジアラビア政府はイラクに併合されたクウェートとサウジアラビアの国境にイラクが大規模軍隊を駐留させていることについて警告を行い、アメリカ合衆国に対しても、イラクはサウジアラビアの東部州にすぐにでも侵攻しようとしていると警告した。サウジアラビア政府は外部からの援助がなかったならば、イラクは東部州を6時間で占領、支配下に収めたであろうと述べている。

## 国旗

現在のイラクの国旗
1924-1959年に使用された国旗。イラクハーシム家の紋章の色から採られており、汎アラブ主義のシンボルでもある。2つの星はイラクにおける主要民族、アラブ人とクルド人を表す。
1959-1963年に使用された国旗。汎アラブ主義の象徴色（黒、緑、赤、白）とクルド民族主義の象徴色（緑、赤、白、黄）と黄色い太陽、メソポタミア神話に現れるイシュタルの星（英語版）を組み合わせた意匠になっている。
1991-2004年に使用された国旗。サッダーム・フセイン統治時代にアラブ・ナショナリズムを表すものとされた。